# Jōji Takeuchi
Jōji Takeuchi (竹内譲次?, Takeuchi Jōji; Suita, 29 gennaio 1985) è un cestista giapponese.
Ha un fratello gemello, anch'egli cestista, Kōsuke Takeuchi.

## Carriera
Con il Giappone ha disputato due edizioni dei Campionati mondiali (2006, 2019) e cinque dei Campionati asiatici (2005, 2007, 2009, 2011, 2015).